# Jungang (métro de Séoul)
Jungang (hangeul : 중앙 ; hanja : 中央) est une station de correspondance entre la ligne 4 et la ligne Suin–Bundang du métro de Séoul. Elle est située au 918 Jungang-daero, quartier Gojan-dong, dans l'arrondissement Danwon-gu de la ville Ansan-si, sur le territoire de la province Gyeonggi-do, au sud-ouest de Séoul, en Corée du Sud.
Ouverte en 1988 sur la ligne Ansan, elle devient une station de la ligne 4 en 1994, puis une station de correspondance avec la ligne Suin–Bundang en 2020. Elle est alternativement desservie par les rames omnibus de la ligne 4 et de la ligne Suin–Bundang.

## Situation sur le réseau

Plan du réseau (2023)

La station, établie en aérien, Jungang est une station de correspondance, située sur la section commune à la ligne 4 et la ligne Suin–Bundang du métro de Séoul :
sur la ligne 4, elle est située entre la station Hanyang University at Ansan, en direction du terminus nord-est Jinjeop, et la station Gojan, en direction du terminus sud-ouest Oido;
sur la ligne Suin–Bundang, elle est située entre la station Hanyang University at Ansan, en direction du terminus nord Cheongnyangni, et la station Gojan en direction du terminus ouest Incheon.

## Histoire
La station Jungang est mise en service le 25 octobre 1988, lors de l'ouverture à l'exploitation de la section de Geumjeong à Ansan de la ligne Ansan, et elle devient une station de la ligne 4 le 1er avril 1994,.

## Services aux voyageurs

### Accès et accueil
Établie au 918 Jungang-daero, dans le quartier Gojan-dong, la station dispose de deux accès, numérotés de 1 à 2. Des escaliers, escaliers mécaniques et ascenseurs permettent les circulations piétonnes entre les différents niveaux : surface, accueil premier étage et quais au deuxième étage. Elle est notamment équipée d'automates pour l'achat de titres de transport. Les quais de la station sont équipés de portes palières.

la station
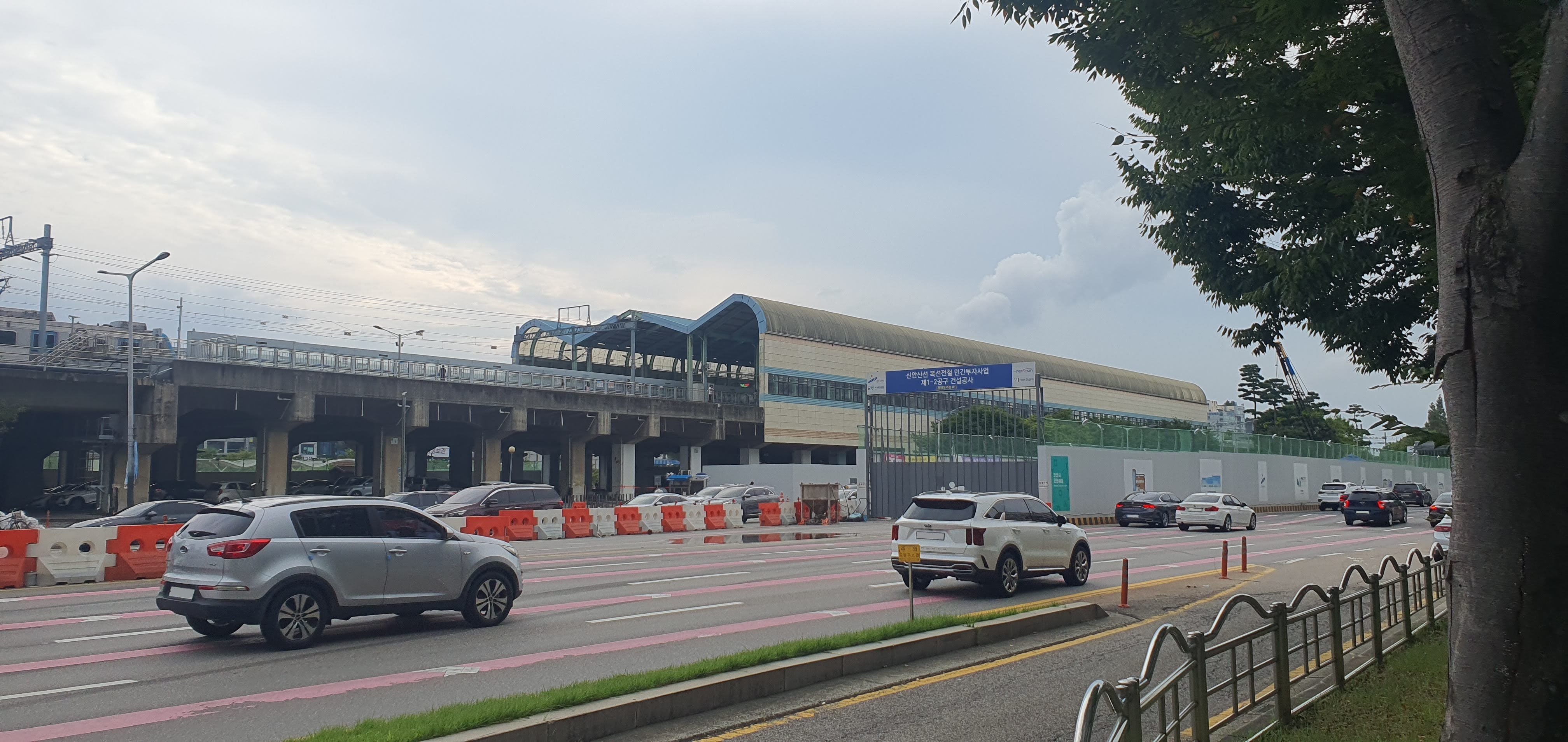
En 2023.
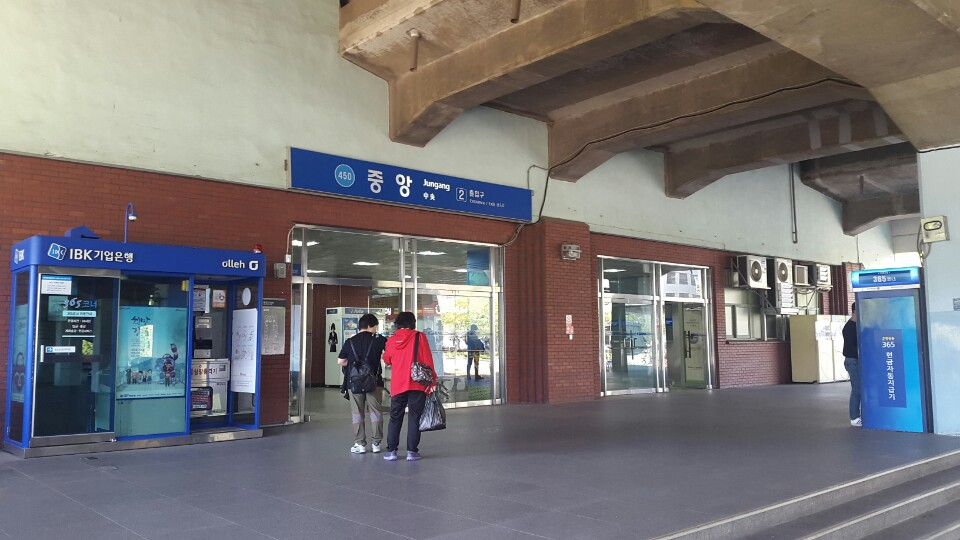
En 2017.
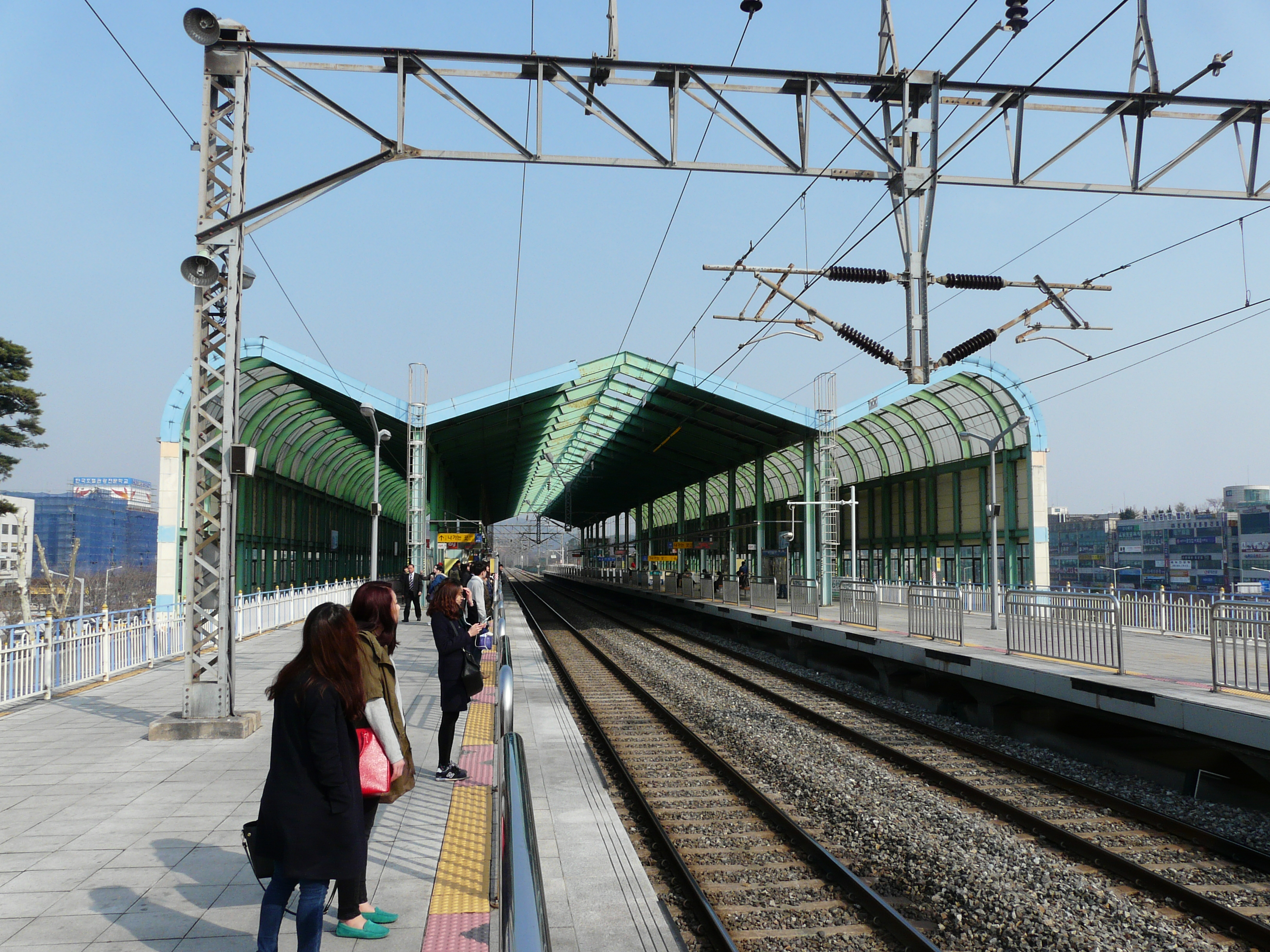
En 2013.

### Desserte
Jungang est une station en aérien avec deux voies deux quais (numérotés 1 et 2) desservis alternativement par les rames omnibus de la ligne 4 et de la ligne Suin–Bundang.

Installations
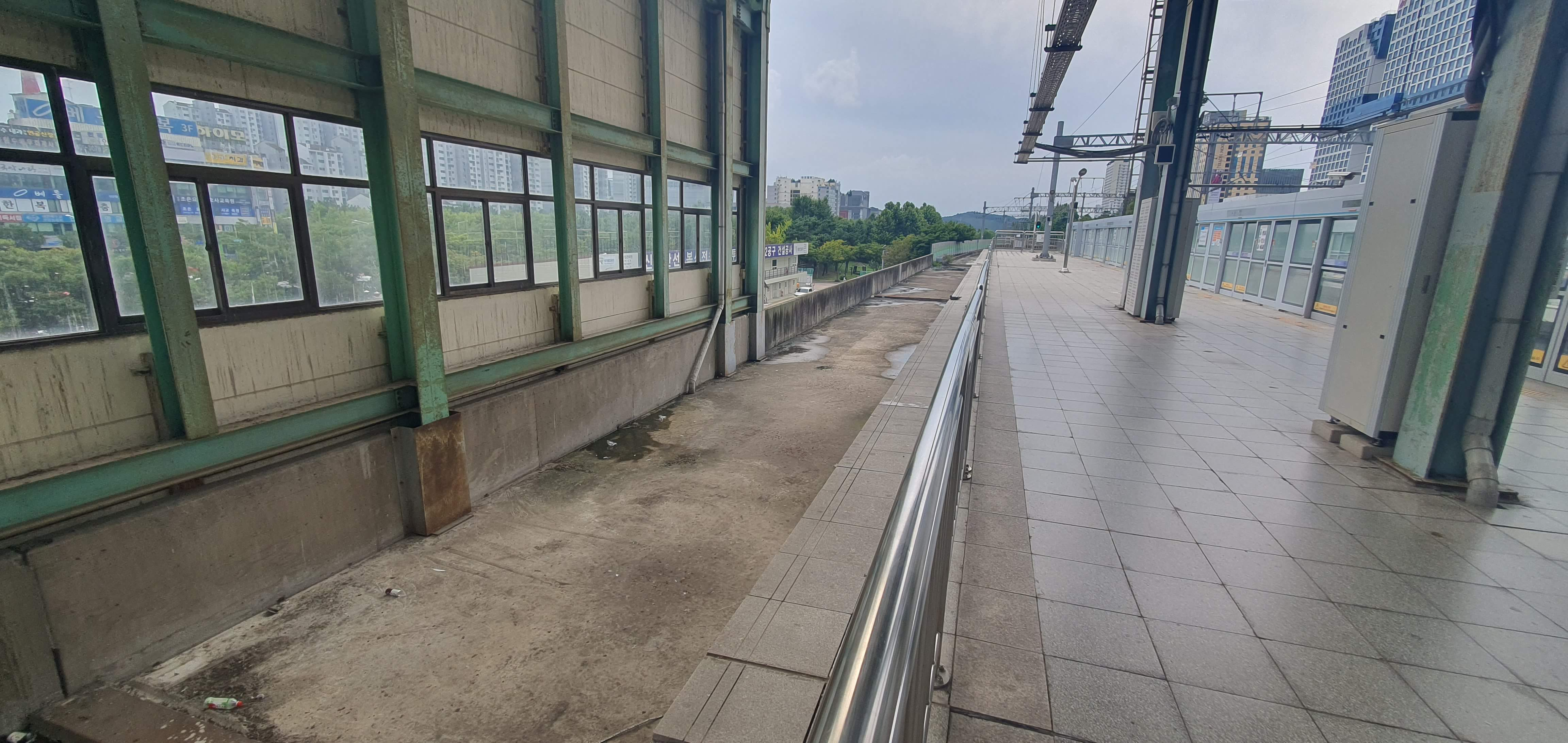
En 2023.
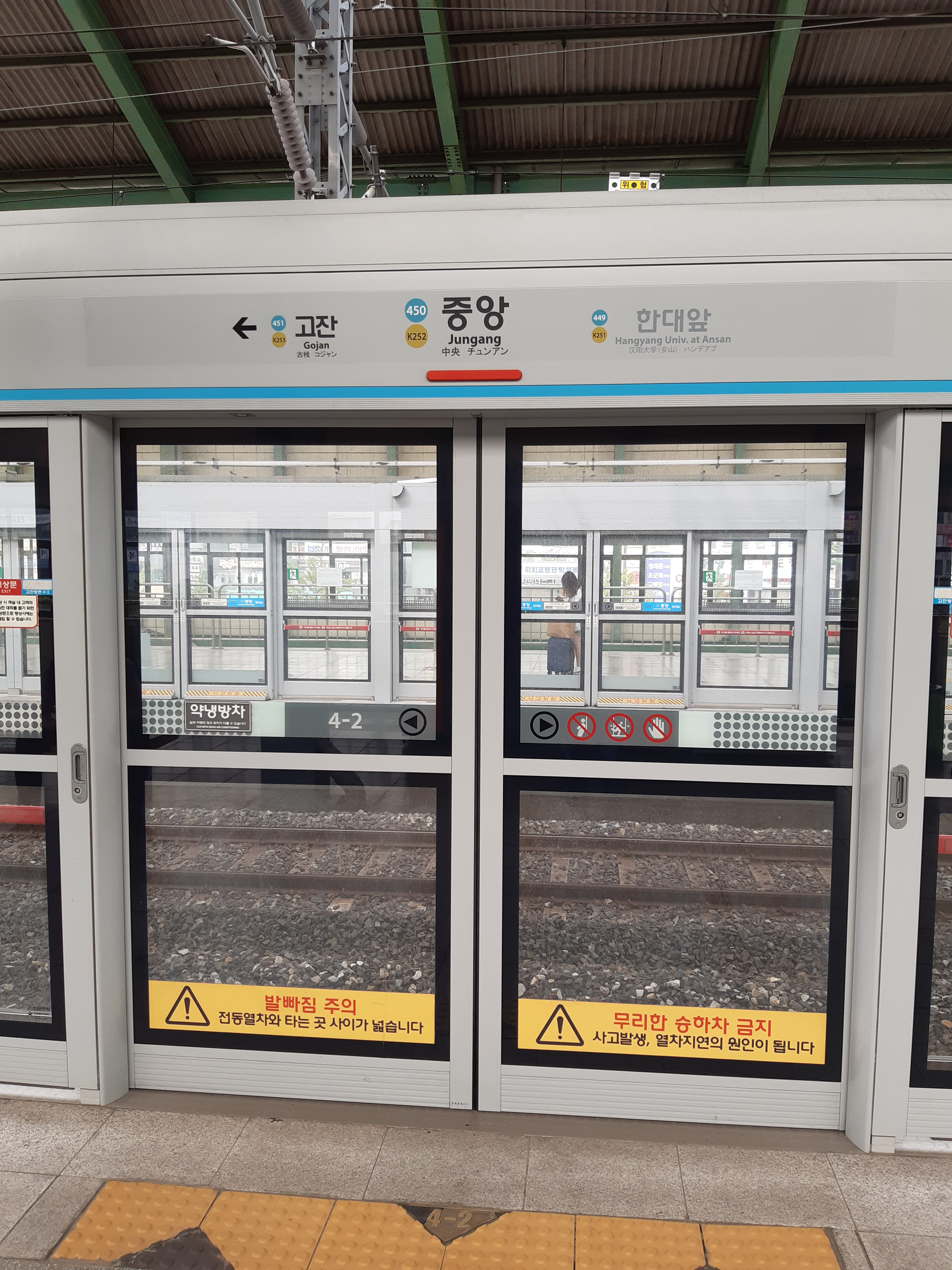
En 2020.
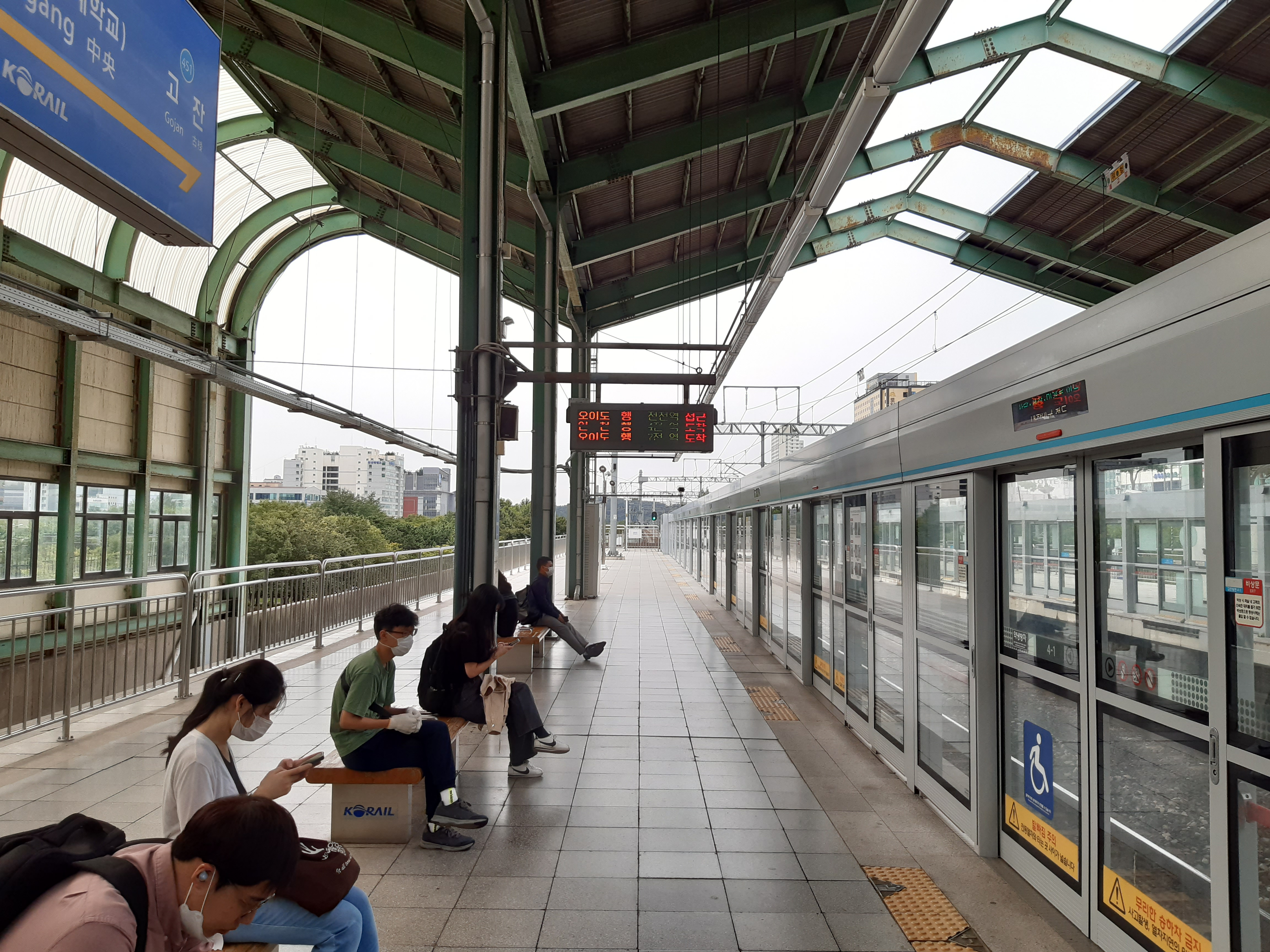
En 2020.

### Intermodalité
Des arrêts de bus urbains sont situés à proximité de certains accès.